# 西奧多·科赫
西奧多‧科赫（1905年5月13日—1976年10月21日）是一位德国工程师和武器制造商。

## 生平
出生于德國斯图加特楚豪森金叶。中學畢業後，在1921年至1924年期間修完了機械課程，然後於1925年至1929年間在埃林斯根學校學習機械製造，並在這裡認識了艾德蒙‧黑克勒和亞艾利克斯‧賽德爾兩人。1929年，科赫以工程師身分來到奧伯恩多夫地區最大的兵工企業——毛瑟兵工廠，作為企業領導人，主管工具、夾具製造。工廠在戰亂中被炸得遍地瓦礫，战後，德國不被允許製作武器，於是，1948年毛瑟兵工廠被解散。科赫与艾德蒙·黑克勒、艾利克斯·賽德爾拿出所剩家当共同组建了黑克勒-科赫公司。